# أدريان بروكس
أدريان بروكس (بالإنجليزية: Adrian Brooks)‏ (2 أكتوبر 1957 بدربي في المملكة المتحدة - ) هو مدرب كرة قدم ولاعب كرة قدم بريطاني في مركز الوسط. شارك مع منتخب أيرلندا الشمالية لكرة القدم. أما مع النوادي، فقد لعب مع ديترويت إكسبرس ‏ وأتلانتا تشيفز وAtlanta Datagraphic ‏ وبالتيمور بلاست ‏ وDenver Avalanche ‏ وKansas City Attack ‏ وPennsylvania Stoners ‏.